# Kinezioterapija
Kinezioterapija (grško kinesis - gibanje, therapeio - zdravljenje) je metoda rehabilitacije, ki predstavlja obliko nespecifičnega funkcionalnega zdravljenja, ki uporablja gib, oziroma gibanje, kot osnovno sredstvo v prizadevanju za izboljšanje porušenega zdravja ali popolno ozdravitev.
Kinezioterapija predstavlja pomembno dejavnost športne medicine v zdravljenju in rehabilitaciji športnikov. Gib, oziroma gibanje pa v športu služi tudi kot kinezioprofilaksa v smislu preprečevanja določene »športne« patologije. Obe obliki (kinezioterapija in kinezioprofilaksa) temeljita na spoznanjih anatomije, fiziologije in kineziologije. Športni zdravnik in športni pedagog morata poznati osnove kineziologije in možnosti izrabe gibanja za preprečevanje nezaželenih posledic športa ter možnosti uporabe obeh pri zdravljenju in rehabilitaciji če patologija že obstaja.
Kljub temu da se gib lahko uporabi v namene tako preventive, zdravljenja kot tudi rehabilitacije, se kinezioterapija v pravem pomenu besede pri športnikih v največji meri uporablja v rehabilitaciji.

## Razvoj kinezioterapije
Koristnost vaj za zdravje so poznale že stare civilizacije (Perzijci, Stari Grki, Kitajci). Knjiga Kong Fu nastala okoli leta 2700 pr. n. št. omenja elemente terapevtske gimnastike, kjer so izpostavljene zlasti dihalne vaje v kombinaciji z ostalimi gibi. Podobno sporočilo prinaša tudi joga.
Osnove kineziologije je postavil že Aristotel. V 18. stoletju se kaže razvoj kinezioterapije predvsem kot uvajanje raznih oblik gimnastičnih vaj za določena medicinska področja (ortopedija, pulmologija, nevrologija...).
Temelje moderne kinezioterapije je postavil Benjamin Duchene s knjigo Fiziologija giba, ki je izšla leta 1866.
Če je bil v začetni fazi razvoja kinezioterapije poudarek predvsem na pasivnem razgibavanju, postaja kasneje vedno pomembnejše aktivno gibanje z vključevanjem centralnega živčnega sistema. Takšno stališče velja na področju kinezioterapije tudi danes.

## Osnovna načela kinezioterapije
Za uspešnost kinezioterapije kinezioterapevti upoštevano naslednja načela:
- motivacija poškodovanca
- zgodnji začetek kinezioterapije
- analiza in razumevanje vaj pri kinezioterapiji
- izogibanje bolečin
- postopnost
- sistematičnost
- kontinuiranost kinezioterapije
- aktivno sodelovanje poškodovanca
- vztrajnost
- izogibanje monotoniji kinezioterapije
- spremljanje in evidentiranje učinkov

## Metode spremljanja učinkovitosti kinezioterapije
Kinezioterapija se pri poškodovancu usmerja na poškodovani del in organizem hkrati. V prvi fazi rehabilitacije (takoj po poškodbi ali operaciji) se namenja večja pozornost oceni stanja poškodovanega dela in jo pretežno izvaja zdravstveno osebje. Ker gre pri poškodbah navadno za lokomotorni sistem, je v prvi fazi rehabilitacije pomembna zlasti ocena gibljivost in mišične moči prizadetega dela.

## Oblike izvajanja kinezioterapije
Osnovne oblike izvajanja kinezioterapije so razdeljene na stacionarne, ambulantne in na domu. Pri stacionarnem gre za časovno omejeno obliko, namenjeno težjim primerom na začetku rehabilitacije in se navadno izvaja v zavodu z bivanjem. Ambulantno izvajanje poteka v zdravstvenih zavodih kamor poškodovanci prihajajo vsak dan na kinezioterapijo. Ta oblika je še posebej primerna za otroke, saj ti lahko z razliko od prejšnjega primera bivajo doma (psihološki vidik). Tretja oblika izvajanja je na domu, kjer poškodovanec sam izvaja priučene vaje ob občasnem strokovnem nadzoru. Slabost te oblike je pomanjkanje potrebne optimalne opreme in pripomočkov ter nestalen strokovni nadzor.

## Indikacije za kinezioterapijo
Gibanje je mogoče uporabiti kot preventivno ali kurativno sredstvo v vseh pojavnih oblikah športa (športna vzgoja, tekmovalni šport, športna rekreacija, zdravstvena rekreacija, invalidski šport).
Pri športni vzgoji sta tako kinezioterapija kot kineziprofilaska namenjeni predvsem preventivi slabe telesne drže, zdravljenju patologije gibalnega sistema in nekaterih obolenj, ki so posledica motorične manjvrednosti ali vodijo k temu.
Pri športnikih - tekmovalcih je kinezioterapija namenjena ponovni usposobitvi za tekmovalno trenažni proces po poškodbi. Usmerjena je tako k poškodovanem delu, kot k celotnemu organizmu. Kinezioprofilaksa v tekmovalnem športu (vaje oblikovanja, ravnotežja, raztegovanja) je namenjena preprečevanju funkcionalnih anomalij gibalnega sistema, kar je pomembno zlasti pri mladih tekmovalcih v obdobju rasti in razvoja. Podobne metode se uporabljajo tudi v športni rekreaciji.
Pomembno indikacijsko področje kinezioterapije predstavlja premajhno, nezadostno gibanje - hipokinezija. Hipokinezija sama zase pomeni tveganje za določene patologije, na primer arterioskleroza, denegeracija, debelost...

## Kontraindikacije za kinezioterapijo
Za kinezioterapijo v pravem pomenu besede predstavljajo kontraindikacije naslednja stanja:
- akutna vnetja
- febrilnost
- infekcijske bolezni
- rakasta obolenja v terminalni fazi
- krvavitev
- odpoved vitalno pomembnih organov
- popolna telesna izčrpanost iz kakršnega koli razloga